# Wohn- und Geschäftshaus Paul Pönitz

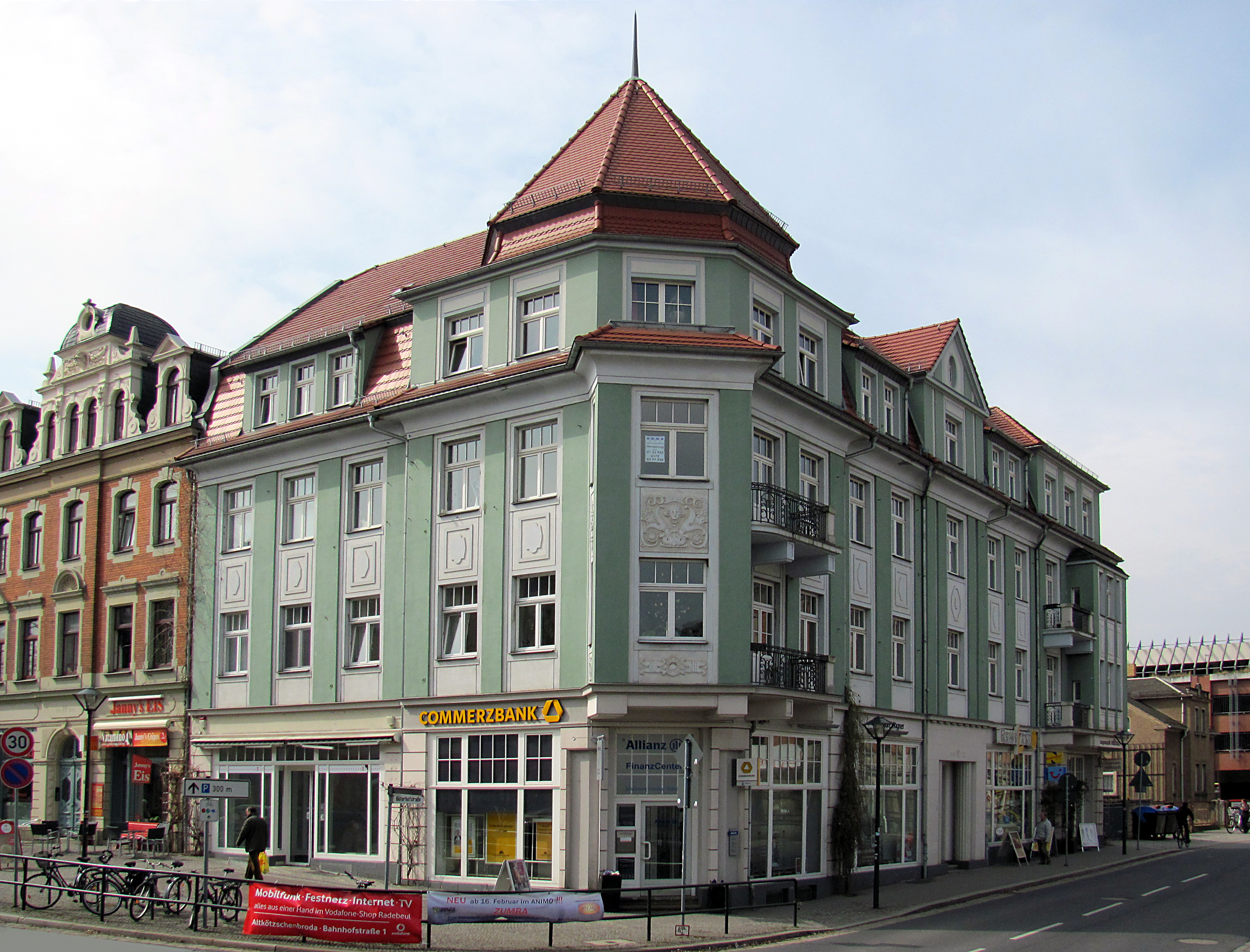
Wohn- und Geschäftshaus Paul Pönitz; links Bahnhofstraße 8a, rechts Güterhofstraße 2

Das Wohn- und Geschäftshaus Paul Pönitz liegt im Stadtteil Kötzschenbroda der sächsischen Stadt Radebeul, auf dem Eckgrundstück Güterhofstraße 1 zur Bahnhofstraße. Das Haus war der erste Verlagssitz des Neumann Verlags.

## Beschreibung

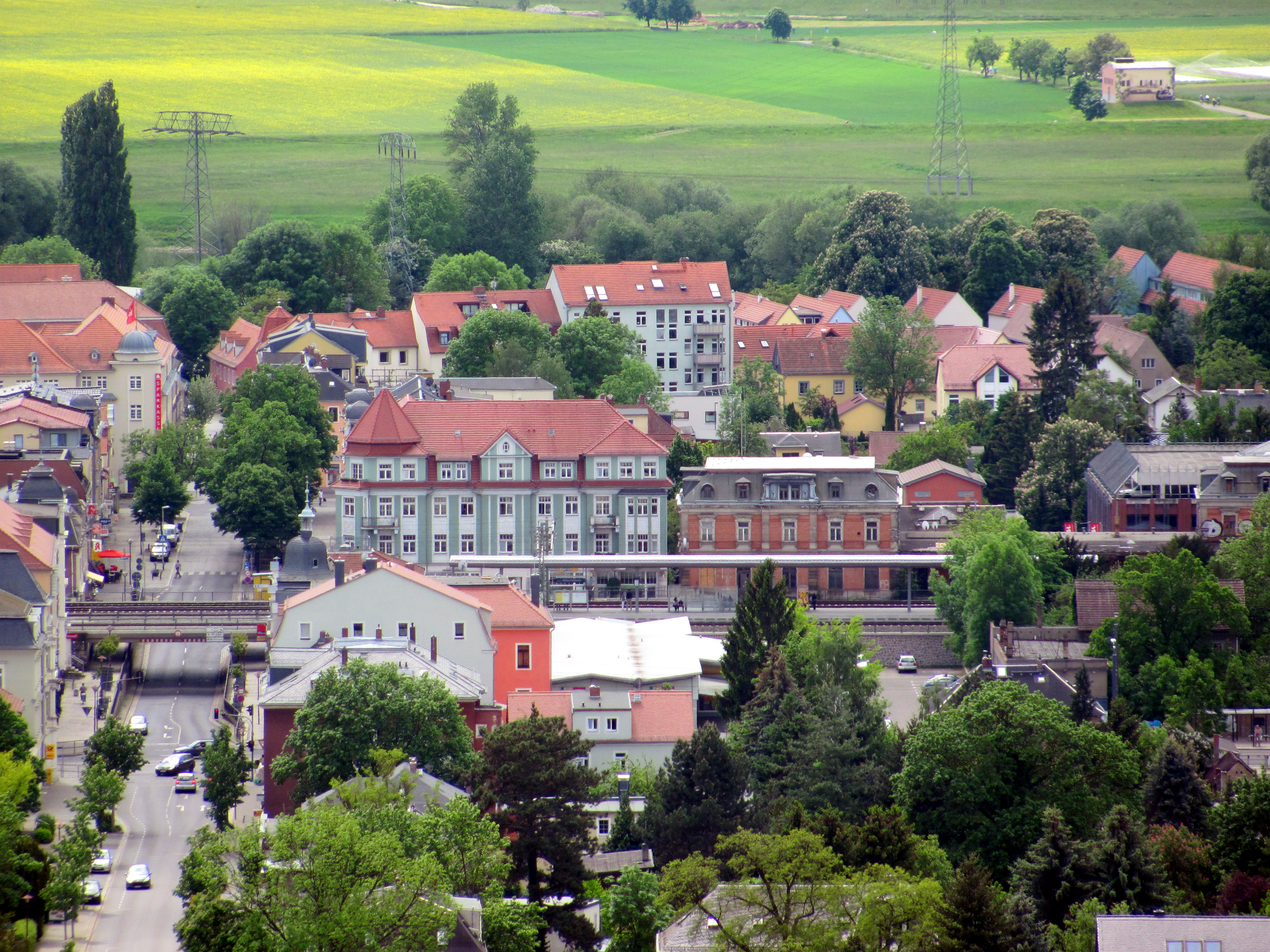
Eckhaus zur senkrecht verlaufenden Bahnhofstraße hin, links davor die Gleisbrücke über die abgesenkte Straße. Im Hintergrund links das Sparkassengebäude Kötzschenbroda, oben die Elbe sowie die Elbwiesen der anderen Flussseite (Blick von der Friedrich-August-Höhe)

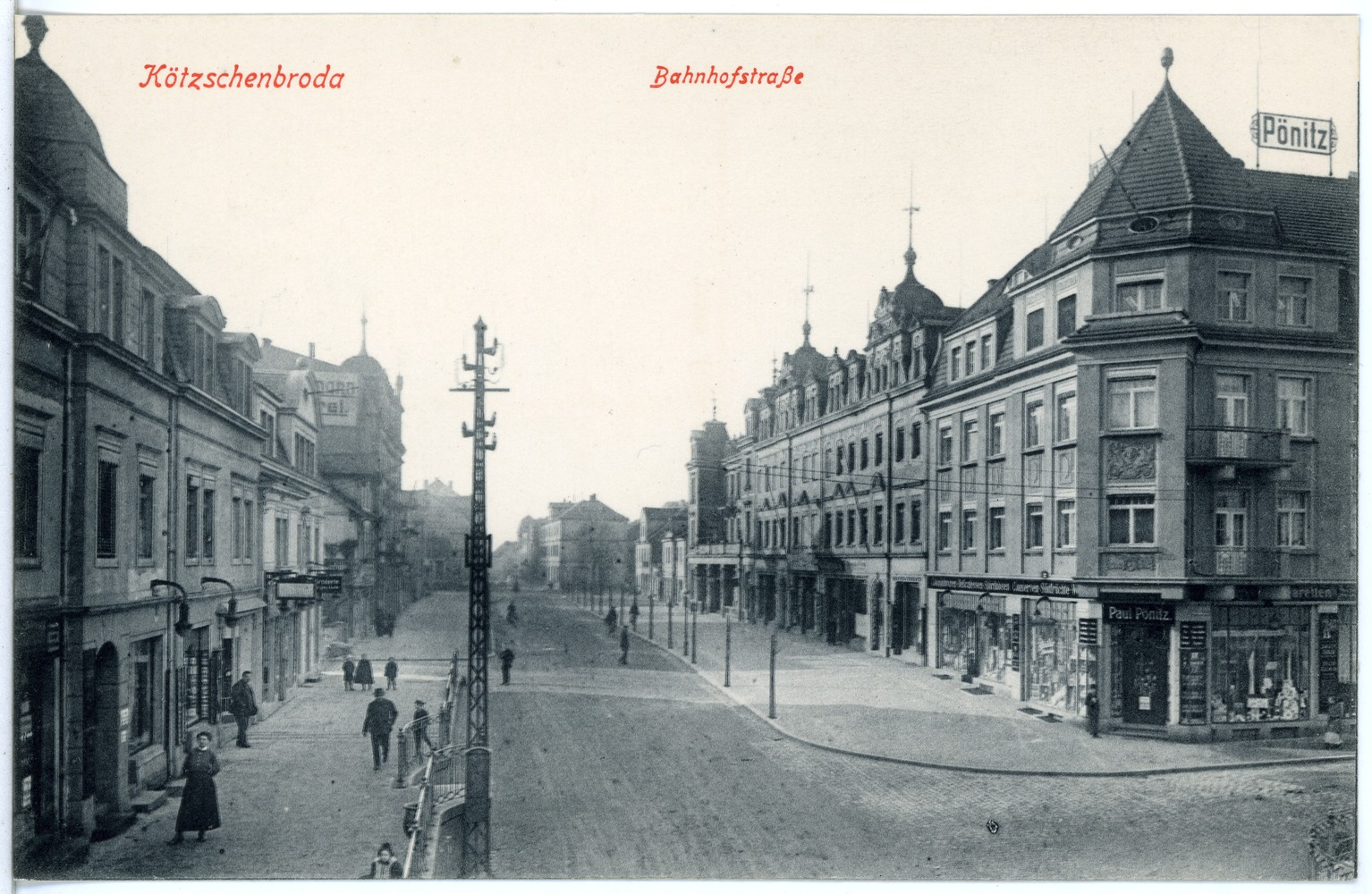
Wohn- und Geschäftshaus Paul Pönitz als Eckhaus zur Bahnhofstraße (1915)

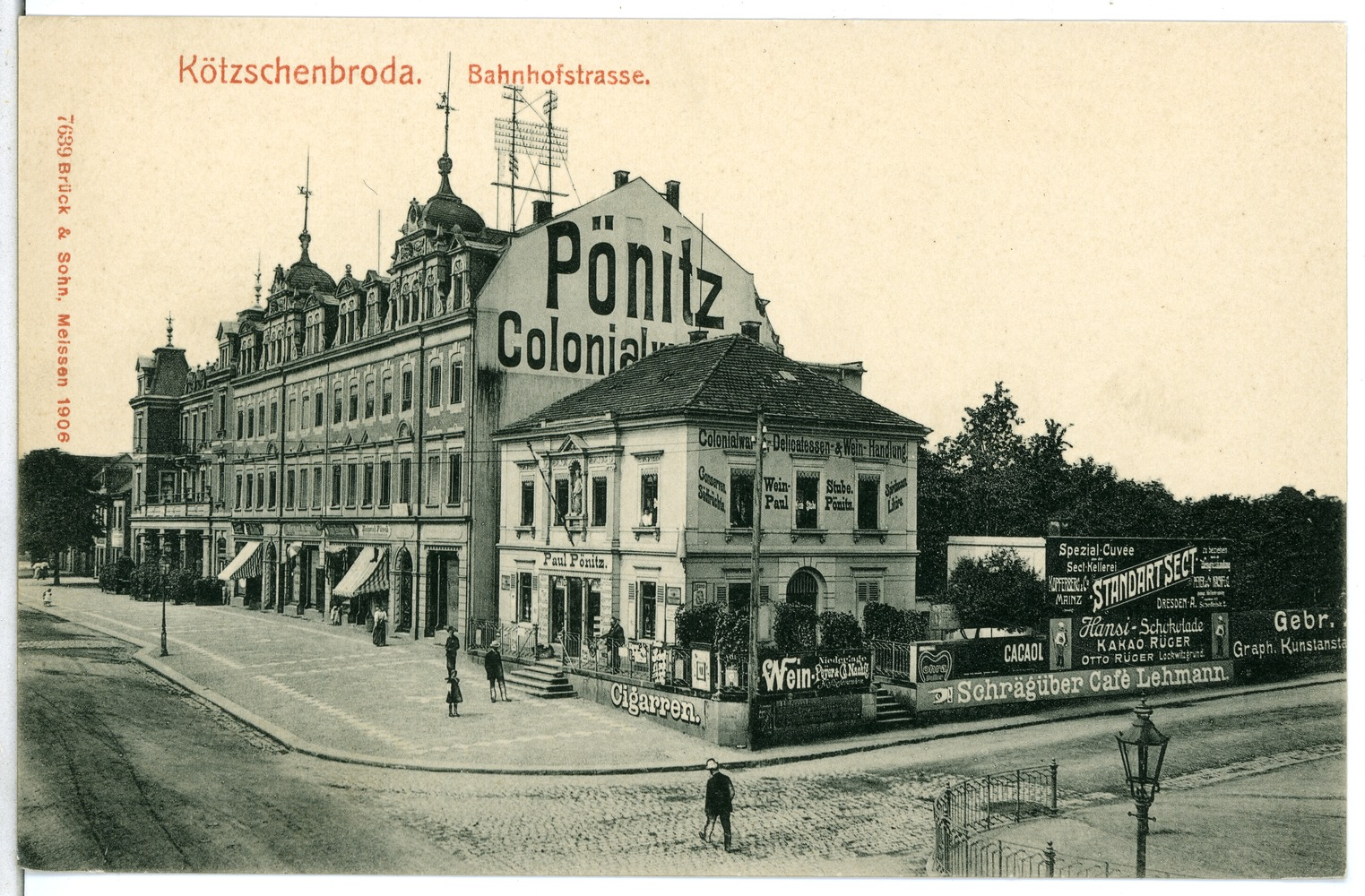
Vorgängerbau des Wohn- und Geschäftshauses Paul Pönitz (1906), gegenüber dem Bahnhofsvorplatz. Zur Bahnhofstraße sieht man schon die Pflasterung des Kulturdenkmals Mosaiksteinpflaster und Lindenallee, die Bäume stehen noch nicht.

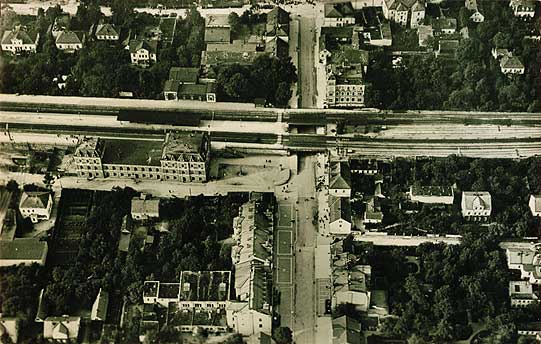
Luftbild des Kötzschenbrodaer Bahnhofs (vor 1912), noch mit dem Vorgängerbau an der Ecke

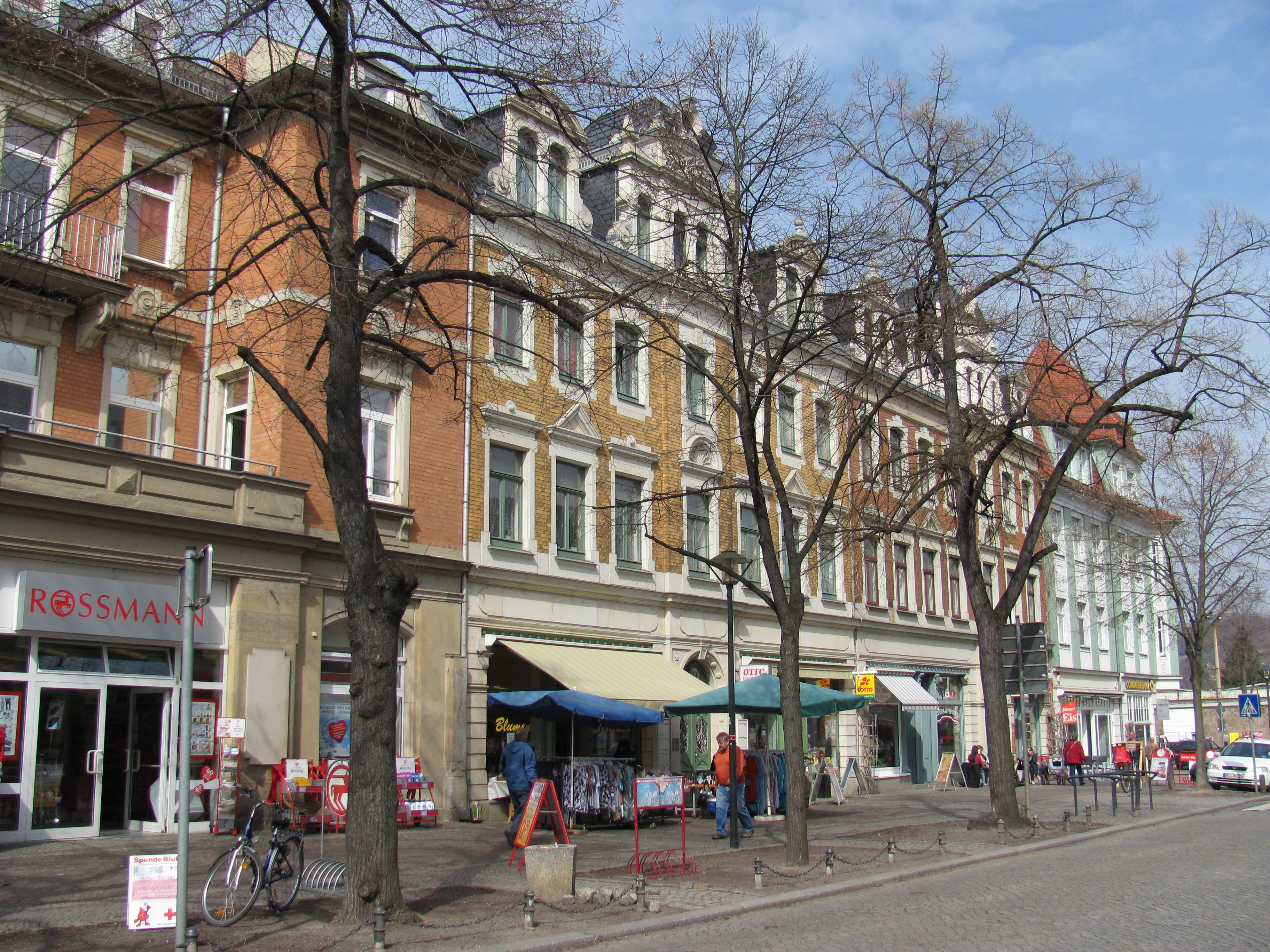
Geschlossene Bebauung Bahnhofstraße 7/8/8a und das Eckhaus, rechts der Bahnhofsvorplatz

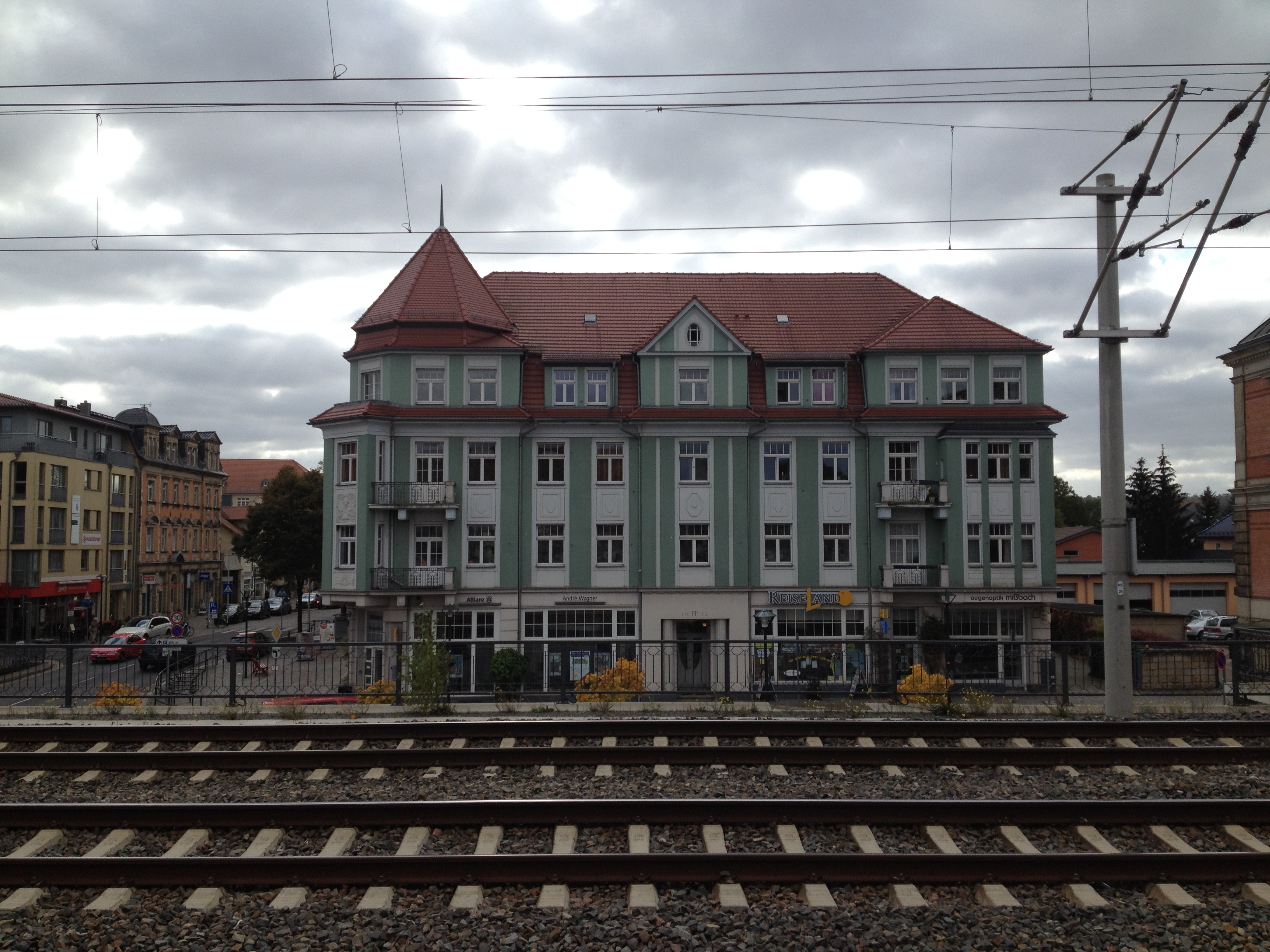
Güterhofstraßenfront als Südseite des Bahnhofs-Vorplatzes (von den Hochgleisen aus)

Das dreigeschossige, heute unter Denkmalschutz stehende Wohn- und Geschäftshaus in „halboffener Bebauung“ ist ein Eckgebäude mit einem ausgebauten, ziegelgedeckten Mansarddach-Geschoss mit Gauben und Dachhäusern. Der lange Flügel an der Güterhofstraße liegt genau gegenüber dem offenen Bahnhofs-Vorplatz und bildet damit dessen südliche Begrenzung, während das ehemalige Bahnhofs-Empfangsgebäude dessen westliche Begrenzung darstellt.
Der „kräftig gegliederte“ Baukörper weist an der Ecke zur Straßenkreuzung einen leicht hervortretenden Eckrisalit in Form eines Eckturms mit aufgesetztem polygonalem Zeltdach auf. Die abgefaste Ecke wird in den beiden Obergeschossen durch einen noch weiter hervortretenden Erker betont, der damit ein Vordach für die Eingangstür der Geschäftsräume auf der Ecke bildet. Rechts neben dem Erker weisen die beiden Obergeschosse zum Bahnhof hin Balkone auf.
Der längere Bauflügel des Wohn- und Geschäftshauses an der Güterhofstraße ist in offener Bauweise errichtet, hat also eine Fassade nach Westen. Auf dem nächsten Grundstück Güterhofstraße 2 steht noch ein eingeschossiges Haus aus der Zeit vor der vorstädtischen Bebauung. Als Zeichen der damaligen städtischen Bebauung schließt sich der andere, linke Gebäudeflügel in geschlossener Bauweise direkt an das Nachbarhaus Bahnhofstraße 8a an. Die Straßenfassade des Flügels ist etwa symmetrisch aufgebaut: analog zum Eckrisalit mit Erker und Balkonen findet sich an der rechten Fassadenseite ein Seitenrisalit ebenfalls mit Erker und Balkonen. In der Mitte weist der Gebäudeflügel einen durch einen Dreiecksgiebel mit Ovalfenster überhöhten Mittelrisalit auf, in dessen Ladenzeilen-Erdgeschoss sich der Haupteingang zu den Wohnungen befindet. Der portalartige Eingang weist zur tiefliegenden Tür hin dorische Halbsäulen auf. Der Portalsturz weist eine Inschrift auf, die aus den Initialen P.P. für den Bauherren Paul Pönitz besteht sowie aus der Datierung auf 1912. Den Abschluss zum Obergeschoss bildet ein Balkenkopffries.
Der rechte Gebäudeflügel weist neben dem Eckrisalit noch drei Fensterachsen auf, unten ebenfalls mit einem Laden.
Die verputzten Straßenfassaden im beginnenden Reformstil werden durch Betonwerksteine sowie Putzornamentik gegliedert und verziert. Im Erdgeschoss findet sich Putzquaderung. Die Obergeschosse zwischen einem Geschossgesims und dem Traufgesims weisen eine Lisenengliederung zwischen den einzelnen Fensterachsen auf. Die dadurch entstehenden Spiegelfelder zwischen den beiden Obergeschossen werden durch schlichte geometrische Ornamente ausgefüllt, während die Spiegelfelder im Eckrisalit durch aufwendige barockisierende Stuckverzierungen geschmückt werden.

## Geschichte
Der Kaufmann Paul Pönitz stellte im April 1912 den Bauantrag für den Eckbau, der an das ihm gehörende Nachbargebäude Bahnhofstraße 8a aus dem Jahre 1898 anschließen sollte. Der Entwurf stammte von dem Baumeister Felix Sommer, der auch die Bauleitung während der Bauausführung innehatte. Die Bezugsgenehmigung für die erste fertiggestellte Haushälfte erging im Februar 1913, der Rest des Gebäudes wurde im September 1913 freigegeben.
Nach dem Zweiten Weltkrieg gründete im November 1945 der einzig überlebende Gesellschafter des Verlags J. Neumann in Neudamm/Neumark (Westpommern), Martin Schönbrodt-Rühl (1904–1965), den Neumann Verlag im sächsischen Radebeul neu. Verlagssitz wurde die Güterhofstraße 1. 1948 zog der Verlag in die Villa Dr.-Schmincke-Allee 19.
Nach der Wende in der DDR wurde das Wohn- und Geschäftshaus denkmalgerecht instand gesetzt.